# حشره‌خوار کوتوله جنوب آفریقا
 حشره‌خوار کوتوله جنوب آفریقا (نام علمی: Suncus varilla) نام یک گونه از سرده حشره‌خوارهای مشکین است.